# لارنسویل (جورجیا)
لارنسویل، جورجیا (به انگلیسی: Lawrenceville, Georgia) یک شهر در ایالات متحده آمریکا با جمعیت ۲۸٬۵۴۶ نفر است که در جورجیا واقع شده‌است.

## موقعیت جغرافیایی
موقعیت جغرافیایی شهرها و مناطق اطراف به شرح زیر است: